# أفاعي النار
أفاعي النار- حكاية العاشق علي بن محمود القصّاد، رواية للشاعر والروائي الأردني جلال برجس، فازت بـ جائزة كتارا للرواية العربية 2015، وصدرت عام 2016 عن «كتارا»، ثم ترجمت للغتين الفرنسية، والإنجليزية، وستترجم عن كتارا إلى الهندية والصينية والإسبانية

## الرواية
تستلهم الرواية حكاية أكاديمي أردني، عانى مثله مثل الكثير من مفاهيم التطرف الاجتماعي، والديني، وأثرهما على المجتمع، كل ذلك عبر قصة حب شخصية الرواية (علي بن محمود القصَّاد) للفتاة البدوية (بارعة) التي حاولت أن تتقتنص حريتها في مجتمع حرّم ما هو بمحرم، وعيَّب ما هو بعيب. وتتطرق الرواية أيضاً ضمن سياقها الناقد إلى اثر الخرافة على المجتمع العربي، وانسحاب هذا المفهوم الخاطئ على نمط التفكير اليومي.